# Vyšhorodsko-Darnycka
Vyšhorodsko-Darnycka (ukrajinsky Вишгородсько–Дарницька, Vyšhorodsko-Darnycka linija) bude šestá linka, která se bude nacházet v Kyjevě na Ukrajině.
Linka povede z severu na centrální jih Kyjeva a později na východ k sídlišti a železniční stanici Darnycja, linka bude mít pět přestupních stanic. Projekt je v plánování.

## Stanice
- Plošča Tarasa Ševčenka
- Vyšhorodska
- Dorohožyči → M3
- Dehťarivska
- Šuljavska → M1
- Prospekt Komonavta Komarova
- Karavajevi dači
- Sevastopolska plošča → Čokolivska (M4)
- Prospekt Valerija Lobanovskoho
- Lybidska → M2
- Družby Národiv
- Rusanivska naberežna
- Kyjivska Rusanivka → Prospekt Sobornosti (M5)
- Darnycka plošča
- Darnyckyj vokzal